# Organická látka

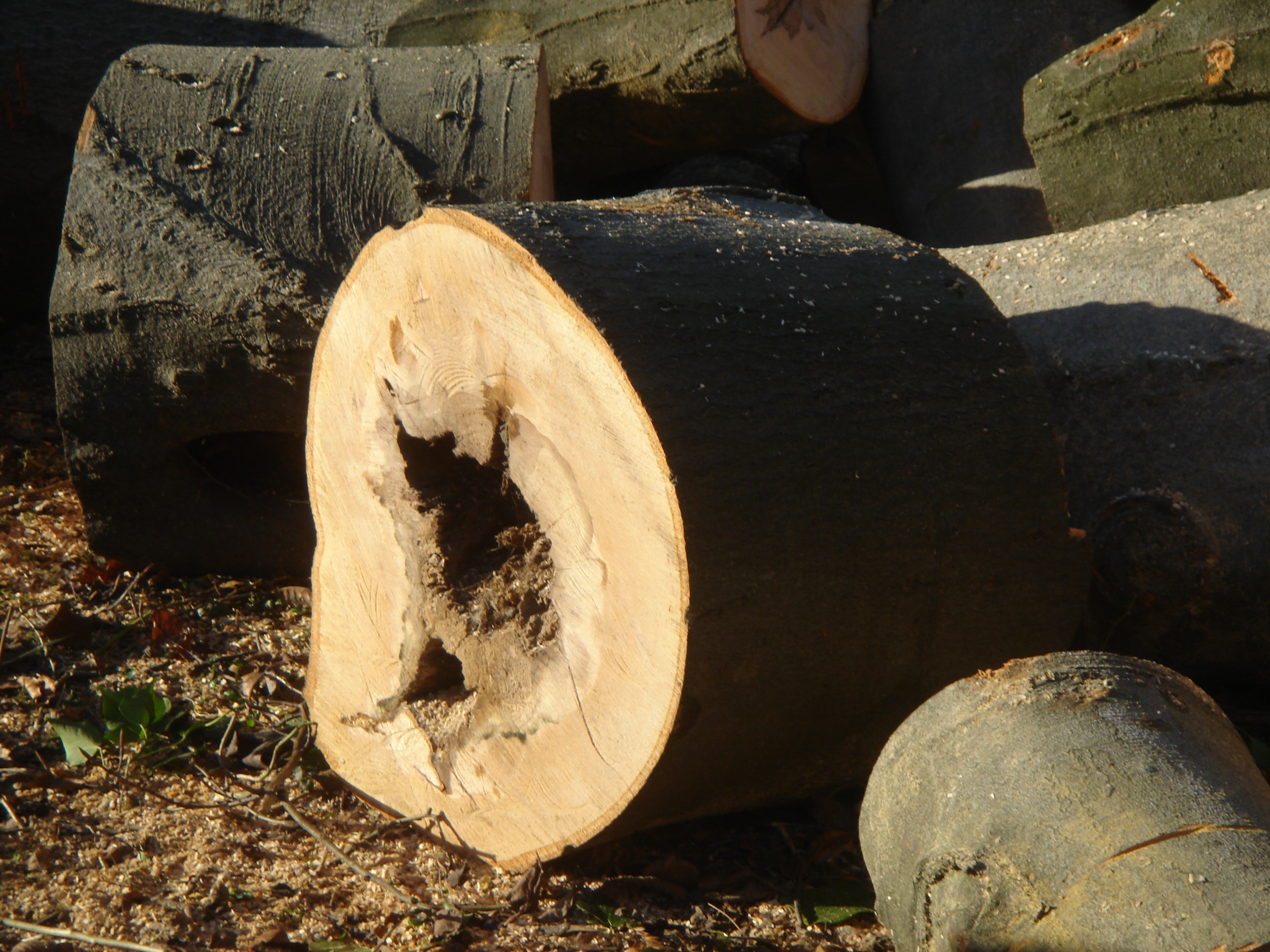
Dřevo je typická organická látka, kde převažuje celulóza, ale je tvořena i desítkami dalších sloučenin

Organická látka (česky méně často ústrojná látka) je obecný název pro materiál, tvořený převážně organickými sloučeninami, který však obvykle obsahuje i příměsi anorganických sloučenin. Obvykle se jedná o velice různorodou směs, kde sice některé látky převažují, ale může mít prakticky libovolné složení. Z hlediska své struktury může být heterogenní nebo homogenní.
Pokud je tato organická látka chemicky čistou látkou, tedy látkou složenou z jednoho druhu molekul, pak hovoříme o organické sloučenině.

## Příklady
Typickými příklady organických látek jsou dřevo, půda, ropa, dřeň ovoce, kompost, zemní plyn apod. V surovém stavu je organickou látkou např. metan, který je v čisté formě organickou sloučeninou.
Například zemní plyn je tvořen převážně metanem (85 – 99 %), ale obsahuje i další vyšší uhlovodíky (především etan, propan a butan), sulfan (sirovodík), dusík, oxid uhličitý nebo vodní páru. Může obsahovat i stopová množství dalších plynů, jako např. propan nebo vzácné plyny (argon).